# Issachar Berend Lehmann
Issachar Berend Lehmann, nemško-judovski bankir in diplomat, * 1661, Essen, † 1730, Halberstadt.